# Las Vegas (Nuovo Messico)
Las Vegas è una città e il capoluogo della contea di San Miguel nello Stato del Nuovo Messico, negli Stati Uniti. La sua popolazione era di 13 166 abitanti al censimento del 2020.
Il comune è composto dalle località di West Las Vegas ("Old Town") e East Las Vegas ("New Town"), separate dal fiume Gallinas. Ognuna di esse possiede il proprio distretto scolastico e caratteristiche proprie.

## Geografia fisica
Secondo l'Ufficio del censimento degli Stati Uniti, ha una superficie totale di 7,59 mi² (19,66 km²).
Las Vegas si trova a 180 km a sud di Raton, a 105 km a est di Santa Fe, a 196 km a nord-est di Albuquerque, a 414 km a sud di Colorado Springs e a 525 km a sud di Denver.

## Storia
Il Nuovo Messico ha fatto parte del Messico dal 1821 al 1846. Las Vegas è stata fondata nel 1835 dopo che il governo messicano concesse un terreno a un gruppo di coloni. La città è stata costruita nel tradizionale stile coloniale spagnolo, attorno a una piazza principale centrale. Gli edifici che circondano la piazza potevano fungere da fortezza in caso di attacco.
Las Vegas assunse importanza come fermata del Santa Fe Trail, attraverso il quale si svolgeva gran parte del commercio con i centri di insediamento statunitensi sul fiume Missouri. Di conseguenza, Las Vegas si trovò sempre più sotto l'influenza non solo economica ma anche politica e culturale degli Stati Uniti.
Nel 1846, durante la guerra messico-statunitense (1846-1848), il generale statunitense Stephen W. Kearny tenne un discorso nella Plaza di Las Vegas per rivendicare il Nuovo Messico come parte degli Stati Uniti. A seguito della guerra, il Nuovo Messico passò agli Stati Uniti con il trattato di Guadalupe Hidalgo del 1848, ma divenne uno stato federale soltanto nel 1912. Nel 1852 fu costruito Fort Union, 32 chilometri a nord-est di Las Vegas, oggi monumento nazionale statunitense.
Nel 1879, i binari della Atchison, Topeka and Santa Fe Railway furono costruiti a circa 1,6 km a est della Plaza, dove era presente il primo nucleo abitativo di Las Vegas (a ovest). Un secondo insediamento, East Las Vegas, si sviluppò nei pressi della stazione ferroviaria. Grazie al collegamento ferroviario, Las Vegas conobbe un vero e proprio boom, diventando ben presto una delle più grandi città della regione. A cavallo tra il XIX e il XX secolo, Las Vegas disponeva di servizi moderni, come una linea di tram, la Duncan Opera House all'angolo nord-est dell'incrocio tra la 6th Street e Douglas Avenue, una biblioteca Carnegie (costruita nel 1903), il Castañeda Hotel della Fred Harvey Company (costruito nel 1898), un ospedale psichiatrico (il New Mexico Insane Asylum) e la New Mexico Normal School, precursore dell'odierna New Mexico Highlands University. Nonostante il declino nazionale dell'industria ferroviaria negli anni 1950, il numero della popolazione di Las Vegas è rimasto relativamente stabile.

## Società

### Evoluzione demografica
Secondo il censimento del 2020, la popolazione era di 13 166 abitanti.